# 鍋島直晴
鍋島 直晴（なべしま なおはる）は、肥前鹿島藩の第11代藩主。

## 略伝
文政4年（1821年）6月26日、第9代藩主・鍋島直彜の長男として生まれる。直彜は直晴が生まれる前年に隠居していたため、直晴は第10代藩主・直永（従兄にあたる）の養子となり、天保10年（1839年）6月4日の直永の隠居により家督を継いだ。
聡明で将来を期待されていた人物とされているが、家督相続後の8月21日に参勤交代途上の伏見で急死した。享年19。跡を養子（直永の弟）の直賢が継いだ。

## 系譜
父母
- 鍋島直彜（実父）
- 柏岡 ー 鍋島直愈の娘（実母）
- 鍋島直永（養父）

正室
- 於淳 ー 鍋島茂体の娘

養子
- 鍋島直賢 ー 鍋島斉直の二十八男